# Ольшанская Нива
Ольшанская Нива (укр. Вільшанська Нива) — село, входит в Фастовский район Киевской области Украины.
Население по переписи 2001 года составляло 7 человек. Почтовый индекс — 08514. Телефонный код — 4565. Занимает площадь 1,72 км².

## Местный совет
08514, Киевская обл., Фастовский р-н, с. Дедовщина, пл. Ленина, 1